# Північно-східний виборчий округ Ісландії
Півні́чно-схі́дний ви́борчий о́круг Ісла́ндії (ісл. Norðausturkjördæmi; англ. Northeast Constituency) — один з шести виборчих округів Ісландії. Найбільшим містом округу є Акурейрі.

## Склад виборчого округу
Виборчий округ включає в себе 2 регіони і 21 муніципалітет
- Регіони: Аустурланд та Нордурланд-Ейстра
- Муніципалітети: Акурейрі, Borgarfjarðarhreppur, Breiðdalshreppur, Dalvíkurbyggð, Djúpivogur, Eyjafjarðarsveit, Fjallabyggð, Фьярдабіггд, Fljótsdalshérað, Fljótsdalshreppur, Grýtubakkahreppur, Hörgársveit, Langanesbyggð, Norðurþing, Сейдісфйордюр, Skútustaðahreppur, Svalbarðshreppur, Svalbarðsstrandarhreppur, Þingeyjarsveit, Tjörneshreppur, Vopnafjörður.

### Міста
До виборчого округу входять 12 населених пунктів зі статусом міста.
- Акурейрі
- Хусавік
- Reyðarfjörður
- Еґільсстадір
- Далвік
- Siglufjörður
- Neskaupstaður
- Ескіфйордур
- Ólafsfjörður
- Сейдісфйордюр
- Vopnafjörður
- Fáskrúðsfjörður